# Webster Thayer
Webster Thayer (1857-1933) abogado y juez estadounidense, graduado en 1879 en la Worcester Academy y la Universidad de Dartmout, fue nombrado juez de la Corte Suprema de Massachusetts en 1917. Es conocido por ser el juez del caso Sacco y Vanzetti.

## Juicio a Sacco y Vanzetti
En 1920, Sacco y Vanzetti, conocidos anarquistas, fueron arrestados acusados de cometer atracos y del asesinato de dos empleados de una pagadora. Thayer previamente había juzgado anarquistas acusados de acciones violentas.
En 1920, había impugnado a un jurado que absolvió al anarquista Sergie Zuboff. En el proceso, lleno de irregularidades protagonizadas por el juez Thayer, que no se privó en ningún momento en mostrar su hostilidad personal a los acusados a causa de su ideología y origen italiano, presionando de una manera vergonzosa al jurado; tanto Sacco como Vanzetti fueron encontrados culpables y condenados a muerte. Thayer denegó el pedido de un nuevo juicio, acto que, unido a su actuación durante el juicio, le valió la condena de grupos e individualidades de izquierda, o simplemente demócratas, y de defensores de las libertades civiles; así como la crítica de juristas como Felix Frankfurter y escritores como Upton Sinclair. Personalidades como Albert Einstein, Roman Rolland, la condesa de Noailles y Miguel de Unamuno firmaron peticiones de clemencia.  Un periodista del Boston Globe dijo que el juez Thayer "se manejó de forma indigna, y de una manera que no se había visto en treinta y seis años."
Por su parte, Vanzetti dijo en un artículo escrito en su defensa que "Veré a Thayer morir, antes de pronunciar nuestra sentencia" y llamó a los compañeros anarquistas a la "venganza, venganza en nuestros nombres, los de nuestros vivos y nuestros muertos."
Al final del juicio el mismo Vanzetti manifestó: "No le desearía a un perro o a una serpiente, a la criatura más baja y desafortunada de la tierra — no le desearía a ninguno de ellos lo que he sufrido por cosas de las que no soy culpable. Pero mi convicción es que he sufrido por cosas de las que soy culpable. Estoy sufriendo porque soy un radical, y sí soy un radical; he sufrido porque soy italiano, y sí soy italiano... Si me pudieran ejecutar dos veces, y si pudiera renacer dos veces, viviría de nuevo todo lo que ya he vivido". (Vanzetti habló el 19 de abril de 1927, en Dedham, Massachusetts, donde su caso estaba siendo llevado en el tribunal del Condado de Norfolk, Massachusetts.1) 
Sacco y Vanzetti serían rehabilitados en 1977 por el gobernador de Massachusetts Michael Dukakis
Thayer fue apuntado para ser eliminado por los galleanistas, seguidores de las ideas terroristas de Luigi Galleani, y el 27 de septiembre de 1932, un paquete de dinamita destrozó su casa en Worcester, Massachusetts. Thayer salió ileso, pero su esposa y ama de llaves resultaron heridas en la explosión. Thayer vivió el resto de sus días con custodia policial permanente durante las 24 horas del día. Murió en 1933 de una embolia cerebral, a los 75 años.